# 宝严寺大殿
27°20′38″N 117°29′15″E / 27.34389°N 117.48750°E
宝严寺大殿位于中国福建省邵武市城内新建路6号，2006年被列为第六批全国重点文物保护单位。
宝严寺始建于唐，初名兴会寺，五代先后易名再兴寺、太平兴福寺，北宋天圣元年（1023年）改称宝严寺，明嘉靖十二年（1533年）重建，现仅存大殿，为明代重建的遗物。大殿坐北朝南，面阔进深各五间，抬梁式木构架，重檐歇山顶，高11.61米，主梁上墨书有明确纪年。
1932年10月，罗炳辉、谭震林等率中国工农红军第一军团占领邵武，县苏维埃政府即设在此处。1980年代，重新绘制了大殿内的部分彩绘，对古建筑原貌造成破坏。2009年重新修复，试图完整保存历史原貌和建筑特色。